# Pasta mollicata
La pasta mollicata, pasta ammuddicata ou pasta con la mollica est un plat du sud de l'Italie (Basilicate, Calabre, Sicile), à base de pâtes (en général des ferretti ou des bucatini) et de mie de pain émiettée (mollica en italien). C'est un plat dit « pauvre » dont la réalisation ne nécessite pas d'aliments coûteux.
Le plat se prépare en faisant revenir de la mie de pain émiettée de l'huile d'olive à laquelle on ajoute suivant les variantes de l'ail, de l'oignon, du piment, éventuellement de la tomate et un peu de vin rouge.